# Raymond Serge Bale
Pour les articles homonymes, voir Bale.
Raymond Serge Bale, né en 1949 à Brazzaville, est un diplomate congolais, ambassadeur de la république du Congo en Inde depuis 2021.

## Biographie

### Formations
Raymond Serge Bale est titulaire d'une licence et d'une maîtrise en lettres de l’université Marien-Ngouabi, au Congo et d’un diplôme de troisième cycle en sciences sociales obtenu à l’université de Leicester, au Royaume-Uni. Il a également étudié les sciences politiques et le gouvernement à l’université de Saint John (New York).

### Carrière diplomatique
Avant d’entrer dans la diplomatie, Raymond Serge Bale a exercé la profession d’enseignant. Il entame ensuite sa carrière diplomatique en 1981 en tant que chef de division à la Commission intergouvernementale mixte du ministère congolais de la Coopération. En 1982, il est nommé directeur de la coopération bilatérale au sein du ministère des Affaires étrangères.
De 1985 à 1992, il est conseiller à la mission permanente de la république du Congo auprès des Nations Unies. Durant cette période, alors que le Congo occupe un siège non permanent au Conseil de sécurité, il participe aux travaux de cette instance en tant que membre de la délégation congolaise. Il siège également au Conseil consultatif du secrétaire général des Nations unies pour les questions de désarmement, de 1990 à 1997.
Entre 1994 et 1998, il occupe les fonctions de secrétaire général adjoint du ministère des Affaires étrangères, chargé des affaires politiques, de la coopération multilatérale et de la Francophonie. Il devient ensuite inspecteur général des missions diplomatiques et consulaires, puis secrétaire général du ministère des Affaires étrangères, de la Coopération et de la Francophonie, de 2003 à 2005. Entre 2002 à 2005, il est membre du comité directeur du Nouveau partenariat pour le développement de l'Afrique (NEPAD).
Par la suite, il est envoyé en poste à Addis-Abeba comme ambassadeur extraordinaire et plénipotentiaire de la république du Congo auprès de l'Éthiopie et représentant permanent auprès de l’Union africaine de 2005 à 2008 . Le 8 mai 2008, à la suite de la nomination de Basile Ikouébé au poste de ministre des Affaires étrangères en 2007, Bale a été nommé pour le remplacer au poste de représentant permanent auprès des Nations Unies à New York. Il remet ses lettres de créance au secrétaire général des Nations unies de l'époque Ban Ki-moon le 11 novembre 2008 et occupe ce poste jusqu'en 2021. 
En 2021, il est nommé ambassadeur extraordinaire et plénipotentiaire de la république du Congo en république de l'Inde par le décret présidentiel no 2021-499 du 6 décembre 2021 et remet officiellement ses lettres de créance au président de l'Inde Droupadi Murmu, à Rashtrapati Bhavan le 14 septembre 2022 .

## Vie privée
Raymond Serge Bale est marié et père de six enfants.